# 王英 (永樂進士)
王英（1376年—1450年），字時彥，別字泉坡。江西金溪縣興賢坊人。明朝政治人物，永樂初進士，歷仕四朝，官至南京禮部尚書。

## 生平
永樂二年（1404年）進士，選庶吉士，讀書文淵閣。永樂帝以其縝密，令與王直書機密文字。與修《太祖實錄》，授翰林院修撰，永樂二十年，隨明成祖北征，過李陵城（今内蒙古正蓝旗南黑城），前看碑文，碑上書寫蒙古文，只有王英识得。皇帝說：“尔是二十八人中读书者，朕且用尔。”又問他北伐之事，王英說：“天威亲征，彼必远遁，愿勿穷追。”帝笑曰：“秀才谓朕黩武邪？”（你是說我窮兵黷武嗎？）。
仁宗時，累进右春坊大学士。又修太宗、仁宗實錄。王英母丧时，宣宗特遣宦官护送归葬。正统元年（1436年），总裁《宣宗实录》，升礼部侍郎。官至南京禮部尚書。历仕四朝，因好规人过，素不為三楊所喜，未得重用。工書法，有許多人求其書法，帝特赐金釗束手，只有皇帝才能跟他索取。卒谥文安。著有《泉坡集》。有子王裕。